# Ezekiel Baroukh
 (mai 2014).
Si vous disposez d'ouvrages ou d'articles de référence ou si vous connaissez des sites web de qualité traitant du thème abordé ici, merci de compléter l'article en donnant les références utiles à sa vérifiabilité et en les liant à la section « Notes et références ».
Ezekiel Baroukh (ou Ezequiel Baroukh), né le 10 février 1909 à Mansourah et mort le 19 septembre 1984  dans le 14e arrondissement de Paris, est un peintre égyptien du XXe siècle. 
Formé en Italie, il retourne vivre en Égypte durant toute la période de la Seconde Guerre mondiale. En 1946, il s'établit en France de manière définitive. Il peindra et exposera de manière ininterrompue jusqu'en 1984.

## Biographie
A la fin de ses études au Lycée français d'Alexandrie, Ezekiel Baroukh, né en Égypte en 1909, part étudier la peinture à l'Académie des beaux-arts de Rome. Une fois son diplôme obtenu, et du fait notamment qu'il est à la fois juif et étranger, il quitte en 1934 l'Italie mussolinienne pour revenir vivre à Alexandrie où, tout en développant son œuvre de peintre, il donne des cours de dessin. Il réalise alors de nombreux portraits, paysages et natures mortes. Dès 1935, il expose au Cercle Italien d'Alexandrie et participe au Salon du Caire. Mohamed Nagy, que l'on considère aujourd'hui encore comme l'un des plus importants fondateurs de l'école moderne de la peinture en Égypte, lui propose de rejoindre le groupe L'Atelier Alexandrie qu'il a fondé un an plus tôt avec pour objectif de créer une École d'Alexandrie. L'Égypte accède à une indépendance presque totale en 1936 (traité anglo-égyptien de 1936), et les artistes participent activement à la constitution d'une identité affirmée et moderne du pays. Baroukh contribue à l'organisation des manifestations artistiques de L'Atelier Alexandrie, de 1940 à 1946. Membre actif du groupe surréaliste Art et Liberté (fondé en 1938 à l'occasion de la publication du manifeste Vive l'art dégénéré), il fréquente les milieux intellectuels égyptiens, où il se lie avec le poète et journaliste Georges Henein, ainsi qu'avec Edmond Jabès. Durant cette période, il se lie également d'amitié avec les écrivains Lawrence Durrell et René Étiemble. Artiste reconnu, il participe à de nombreuses expositions, tant à Alexandrie (Salon de l'Atelier : 1940, 1943, 1944, 1945) qu'au Caire (Salon du Caire : 1941, 1942 et 1943).
En 1946, la paix revenue en Europe permet à Baroukh de quitter Alexandrie pour s'établir à Paris. Il s'engage dans la voie de l'Abstraction, fréquente les milieux artistiques de Paris et s'investit également en province, en particulier à Châteauroux où il donne des conférences et participe à plusieurs expositions (en 1948 et en 1949). Les musées de cette ville lui achètent un tableau. Il participe à Paris au Salon de mai en 1952 aux côtés, notamment, d'André Lhote. En 1954 il est de retour à Alexandrie le temps d'une exposition, puis au Caire. Les musées de ces deux villes conservent de nombreuses toiles du peintre. C'est la période du Cubisme à la Géométrie Molle. Les années suivantes, il participe à diverses expositions de groupe en province (dont une à Châteauroux en 1956) puis, surtout, à Paris, à la Galerie A.G. en juin 1958 et en octobre de la même année. Sa peinture évolue vers le Graphisme. En 1959, à l'occasion d'une exposition de ses œuvres les plus récentes à la Galerie A.G., Étiemble écrit un court texte pour son ami Baroukh. Le peintre développe ensuite une nouvelle manière, qu'il nomme Informelle, rapport de volumes entre des formes indécises, et à propos de laquelle il échange régulièrement avec Maurice Nadeau. La critique lui est suffisamment favorable pour que, à l'occasion de la Biennale de Conches en 1961, l'État acquiert une de ses toiles. La période Gestuelle Lyrique qui va suivre comprend peu de toiles mais de très nombreuses gouaches. L'artiste est à ce moment en exclusivité à la Galerie Saint-Germain, dans le VIe arrondissement de Paris. Son travail évolue vers une période nouvelle qui est celle de la Gestuelle Maîtrisée. Le peintre n'utilise plus que le noir et le blanc. Deux ans plus tard, l'artiste revient à l'usage de la couleur et travaille sur de grands formats, qu'il présente en 1967 à la Galerie 9, dans le VIe arrondissement. La Ville de Paris y fait l'acquisition d'une toile.
À partir de cette date, l'artiste entre dans une période de recherches introspectives qui l'amènent à rompre définitivement avec l'abstraction. Il peint alors de nombreuses natures mortes : des pommes et des bouteilles, principalement. A la même époque, il réalise chaque matin de longues séances de croquis pris sur le vif dans un café de la rue Daguerre. L'humain sera présent définitivement dans son œuvre dessinée autant que dans son œuvre peinte. Totalement habité par la nécessité intérieure de son travail, il produit quantité d'œuvres (dessin, gouache, huile sur toile), et participe régulièrement à différentes expositions. En 1980, il est reçu comme membre sociétaire au Salon d'Automne où il expose pour la première fois (tableau intitulé « Femme se dévêtant »). En 1982, il expose à la première Biennale du XIIIe arrondissement, à La Salpêtrière. En 1983, nouvelle exposition avec le Groupe des 109 au Grand Palais. En 1984, le FNAC (Fonds national d'art contemporain) lui achète une toile : Le modèle. La Barjeel Art Foundation possède trois tableaux d'Ezequiel Baroukh.

## Collections publiques
- 1961 : l'État acquiert la toile exposée à la Biennale de Conches.
- 1967 : la Ville de Paris acquiert une toile exposée à la Galerie 9, dans le VIe arrondissement.
- 1984 : le Fonds national d'art contemporain acquiert une huile sur toile intitulée Le Modèle.

## Expositions

### Personnelles
- 1935 : Cercle Italien d'Alexandrie, Le Caire (Égypte)
- 1948 : Musées de Châteauroux (France)
- 1954 : Alexandrie (Égypte)
- 1956 : Musée de Châteauroux (France)
- 1960 : Galerie Saint Germain, Paris (France)
- 1967 : Galerie 9, Paris (France)
- 1989 : Uzès (France)
- 1990 : Galerie Evelyne Guichard, La Côte Saint André, Isère (France)

### Collectives
- 1941 : Exposition Arts Indépendants, Le Caire (Égypte)
- 1945 : Exposition Nobilis, Le Caire (Égypte)
- 1949 : Exposition des lauréats du prix Hallmark, Paris (France)
- 1952 : Exposition du groupe Contraste, Lyon (France)
- 1953 : Galerie Kaganovitch, Paris, Exposition du prix Bührle (France)
- 1955 : Galerie Charpentier, Paris, Découvrir (France)
- 1958 et 1959 : Galerie A.G., Paris (France)
- 1968 : Galerie At Home, Toulouse, exposition organisée par la Galerie Jacob, Paris (France)
- 1983 : Grand Palais, Paris, Groupe 109 (France)
- 2017 : Institut du monde arabe, Paris, 100 chefs-d’œuvre de l'art moderne et contemporains arabe, du 28 février au 2 juillet 2017 (France)
- 2020 : Grey Art Gallery, New York, Taking Shape: abstraction from the Arab World, 1950s-1980s, du 14 janvier au 4 avril 2020[2]

### Salons
- 1935 : Salon du Caire (Égypte)
- 1940 : Salon d'Alexandrie (Égypte)
- 1942 : Salon des Indépendants, Le Caire (Égypte)
- 1943 : Salon de l'Atelier, Alexandrie (Égypte)
- 1944 et 1945 : Salon de l'Atelier Alexandrie (Égypte)
- 1948 : Salon des Sur-indépendants, Paris (France)
- 1950 - 1959 : Salon de mai, Paris (France)
- 1960 : Salon des Réalités Nouvelles, Paris (France)
- 1961 et 1965 : Salon des Comparaisons, Paris (France)
- 1961 : Biennale de Conches (France)
- 1962 : Salon des Comparaisons, Paris (France)
- 1980 : Salon d'automne, Paris (France)
- 1982 : 1re Biennale du XIIIe arrondissement de Paris (France)